# Římskokatolická farnost Prachatice
Římskokatolická farnost Prachatice je územním společenstvím římských katolíků v rámci prachatického vikariátu Českobudějovické diecéze. Je také sídlem vikariátu a farního obvodu, z něhož jsou excurrendo spravovány okolní farnosti  Husinec, Vitějovice,  Strunkovice nad Blanicí, Ktiš a Lažiště.

## O farnosti

### Historie
Původní osada založená při Zlaté stezce snad v místech dnešních Starých Prachatic byla Vratislavem I. v roce 1088 darovaná vyšehradské kapitule, v jejímž majetku zůstala až do roku 1420. Mezitím si kapitula  na výhodnějším místě na zeleném drnu budovala kolem pravidelného náměstí nové sídlo, povýšené v roce 1323 Janem Lucemburským na město. Předpokládá se, že plebánie zde existovala již ve 12. století, funkci farního kostela tehdy zřejmě plnil kostel svatých Petra a Pavla, nejstarší písemná zmínka o kostele svatého Jakuba je z roku 1359. Po dobytí města Janem Žižkou v roce 1420 se jeho obyvatelé přiklonili na stranu husitů a pod obojí způsobou zůstali až do roku 1623. V průběhu 15. století se často měnili majitelé města, než bylo v roce 1501 zakoupeno bratry Petrem, Oldřichem a Vokem z Rožmberka. Nedlouho poté, 16. října 1507, téměř celé město včetně zámku a kostela vyhořelo. Byly vybudované nové hradby, postavená nová škola a kostel získal svou pozdně gotickou podobu. V polovině 16. století začalo v Prachaticích působit literátské bratrstvo, které v liturgii udržovalo český zpěv. Za Rožmberků byla místní farnost v roce 1579 povýšena na děkanství. Od Rožmberků získal město Rudolf II., který ho v roce 1609 povýšil mezi královská města, v době pobělohorské bylo v majetku Eggenberků, od kterých přešlo v roce 1719 do majetku Schwarzenberků. V roce 1790 byl zřízen prachatický vikariát. Od roku 1798 v Prachaticích působil jako kaplan Antonín Jaroslav Puchmajer, vlastenecký spisovatel a básník, v letech 1818–1825 pak místo kaplana zastával František Josef Sláma. V roce 1811 se v městě narodil pozdější biskup v americké Filadelfii, Jan Nepomuk Neumann, roku 1977 katolickou církví kanonizovaný.

### Současnost
Duchovní správu farnosti vykonával třináct let R. D. Mgr. Josef Sláčík, nejprve jako administrátor, od 1. července 2016 do 30. června 2017 jako farář, který se po svém odchodu ujal funkce okrskového vikáře pelhřimovského vikariátu. Na jeho místo od 1. července 2017 nastoupil R. D. Mgr. Petr Plášil, který je souběžně místním farářem i okrskovým vikářem prachatického vikariátu. Při farnosti působí také Chrámový sbor Prachatice pod uměleckým vedením Veroniky Kralikové, který doprovází mše svaté zejména při hlavních církevních svátcích. Dne 1. ledna 2020 se farnost Prachatice stala právním nástupcem zrušených farností Frantoly a Chroboly.
| Fotografie | Kostel                                       | Místo               | Bohoslužba                 | Bohoslužba             | Číslo kulturní památky           | Poznámka                                              |
| Kostely    | Kostely                                      | Kostely             | Kostely                    | Kostely                | Kostely                          | Kostely                                               |
| ---------- | -------------------------------------------- | ------------------- | -------------------------- | ---------------------- | -------------------------------- | ----------------------------------------------------- |
|            | Kostel svatého Filipa a Jakuba               | Frantoly            | první neděle v měsíci      | 11.00                  | 27410/3-3558 (Pk•MIS•Sez•Obr•WD) | filiální kostel bývalý farní kostel farnosti Frantoly |
|            | Kostel Narození Panny Marie                  | Chroboly            | druhá neděle v měsíci      | 11.00                  | 27408/3-3590 (Pk•MIS•Sez•Obr•WD) | filiální kostel bývalý farní kostel farnosti Chroboly |
|            | Kostel svaté Anny                            | Libínské Sedlo      | neslouží se pravidelně     | neslouží se pravidelně | 25372/3-3651 (Pk•MIS•Sez•Obr•WD) | filiální kostel                                       |
|            | Kostel svatého Jakuba Staršího               | Prachatice          | neděle úterý čtvrtek pátek | 9.30 18.00 8.00 18.00  | 18220/3-3499 (Pk•MIS•Sez•Obr•WD) | farní kostel                                          |
|            | Kostel svatého Petra a Pavla                 | Staré Prachatice    | neslouží se pravidelně     | neslouží se pravidelně | 39227/3-3512 (Pk•MIS•Sez•Obr•WD) | filiální kostel                                       |
| Kaple      |                                              |                     |                            |                        |                                  |                                                       |
|            | Kaple                                        | Bělečská Lhota      | neslouží se pravidelně     | neslouží se pravidelně | –                                | obecní kaple                                          |
|            | Kaple Panny Marie Lurdské                    | Chroboly            | neslouží se pravidelně     | neslouží se pravidelně | 50115/3-6173 (Pk•MIS•Sez•Obr•WD) | poutní kaple                                          |
|            | Kaple svaté Markéty                          | Lázně svaté Markéty | neslouží se pravidelně     | neslouží se pravidelně | 103902 (Pk•MIS•Sez•Obr•WD)       | obecní kaple                                          |
|            | Kaple                                        | Lažišťka            | neslouží se                | neslouží se            | –                                | obecní kaple                                          |
|            | Kaple Nanebevzetí Panny Marie                | Nebahovy            | neslouží se pravidelně     | neslouží se pravidelně | –                                | obecní kaple                                          |
|            | Kaple svatého Jana Pavla II.                 | Prachatice          | pondělí                    | 15.30                  | –                                | v hospici svatého Jana Nepomuckého Neumanna           |
|            | Kaple svatého Jana Nepomuckého u Dolní brány | Prachatice          | neslouží se                | neslouží se            | 14809/3-3503 (Pk•MIS•Sez•Obr•WD) | kaple                                                 |
|            | Kaple svatého Antonína Paduánského           | Prachatice          | neslouží se                | neslouží se            | 21742/3-3501 (Pk•MIS•Sez•Obr•WD) | kaple                                                 |
|            | Kaple                                        | Záhoří              | neslouží se pravidelně     | neslouží se pravidelně | –                                | kaple                                                 |
|            | Kaple                                        | Zdenice             | neslouží se pravidelně     | neslouží se pravidelně | –                                | obecní kaple                                          |
|            | Kaple svatého Jana Nepomuckého               | Žernovice           | neslouží se pravidelně     | neslouží se pravidelně | –                                | obecní kaple                                          |